# دانیل والاس
دانیل والاس، (به انگلیسی: Daniel Wallace) (زاده ۱۹۵۹)، نویسنده آمریکایی که عمده شهرت او به خاطر کتاب ماهی بزرگ است که تیم برتون فیلمی با همین عنوان بر اساس آن ساخته است.

## گزیده آثار
- ماهی بزرگ: رمانی در ابعاد اسطوره‌ای، ۱۹۹۸، ترجمهٔ احسان نوروزی، نشر مرکز